# Matthew Guinness
Matthew Guinness (* 6. Juni 1940 in London) ist ein britischer Schauspieler.

## Leben
Matthew Guinness wurde 1940 im Denmark Hill Hospital in London als einziges Kind von Alec Guinness (1914–2000) und Merula Salaman (1914–2000) geboren. Sein Vater stand zu dieser Zeit in The Tempest im Old Vic auf der Bühne.
Nach Angaben seines Vaters erkrankte Guinness früh an Kinderlähmung, erholte sich jedoch später vollständig. Sein Vater konvertierte aus diesem Grund zum Katholizismus. Corin Redgrave, der Guinness seit seiner Kindheit kannte, behauptete, er sei sehr streng erzogen worden. Als Kind trat er mit seinem Vater in The Card auf.
1952 hatte Guinness bei dem Film Der Unwiderstehliche erstmals eine Rolle inne. 1965 stand er in der Fernsehserie Jury Room erstmals für das Fernsehen vor der Kamera. 1970 erhielt er in der Miniserie Roads to Freedom erstmals eine wiederkehrende Rolle. In der Miniserie J. Robert Oppenheimer – Atomphysiker spielte Guinness 1980 eine durchgehende Rolle.
Guinness war dreimal verheiratet. Seine erste Ehe war von 1967 bis 1985 mit Andrée Lefevre, mit der er einen Sohn und eine Tochter hat. Sie hatte einen nicht im Abspann aufgeführten Cameo-Auftritt als Mitglied des Obersten Rates im Film Star Wars: Der Aufstieg Skywalkers aus dem Jahr 2019. Seine zweite Ehe war von 1989 bis 1993 mit Helen Lynch. Seit 1996 ist er mit Joanne Bristow verheiratet und sie haben eine Tochter.
Sein Enkel Nesta Guinness-Walker (* 1999) ist Profifußballer.

## Filmografie
- 1952: Der Unwiderstehliche (The Card)
- 1965: Jury Room (Fernsehserie, Folge 1x08)
- 1968: The Wednesday Play (Fernsehserie, Folge 8x09)
- 1969: Rekruten im Todesdschungel (The Virgin Soldiers)
- 1970: Ein Tag im Leben des Iwan Denissowitsch (One Day in the Life of Ivan Denisovich)
- 1970: Roads to Freedom (Miniserie, 2 Folgen)
- 1972: The Main Chance (Fernsehserie, Folge 3x03)
- 1972, 1977: Van der Valk (Fernsehserie, 2 Folgen)
- 1973: Achilles Heel (Fernsehfilm)
- 1973: The 14
- 1973: Wessex Tales (Miniserie, Folge 1x06)
- 1974: Luther
- 1974: Carrie’s War (Fernsehserie, 4 Folgen)
- 1974–1981: ITV Playhouse (Fernsehserie, 3 Folgen)
- 1975: Three Comedies of Marriage (Fernsehserie, Folge 1x03)
- 1976: Play for Today (Fernsehserie, Folge 6x12)
- 1977: Die Duellisten (The Duellists)
- 1979: S.O.S. Titanic (Fernsehfilm)
- 1980: BBC2 Playhouse (Playhouse, Fernsehserie, Folge 6x11)
- 1980: J. Robert Oppenheimer – Atomphysiker (Oppenheimer, Miniserie, 5 Folgen)
- 1985: Wetherby
- 1985: Summer Season (Fernsehserie, Folge 1x09)
- 1985: Die Braut (The Bride)
- 1985: Eine demanzipierte Frau (Plenty)
- 1985: Am Rande der Finsternis (Edge of Darkness, Miniserie, Folge 1x04)
- 1986: Lady Jane – Königin für neun Tage (Lady Jane)
- 1990: Chillers (Fernsehserie, Folge 1x10)